# Destructor de escolta
Un destructor de escolta (DE) es la clasificación dada a un buque de guerra pequeño y ligeramente armado diseñado para proporcionar escolta a convoyes de buques mercantes, utilizados principalmente por la Armada de los Estados Unidos durante la Segunda Guerra Mundial. Fueron empleados principalmente en tareas de guerra antisubmarina, pero también proporcionaban protección contra aeronaves y buques de guerra menores. Los Estados Unidos construyeron aproximadamente 459 destructores de escolta de 8 clases distintas. La Royal Navy desplegó destructores de escolta de las subclases Evarts y  Buckley (sin tubos lanzatorpedos) clasificándoles como fragatas.
Aunque los destructores de escolta carecían del armamento, el blindaje y la velocidad para atacar a cruceros y acorazados, durante la Batalla de Samar, el task group Taffy 3 de portaaviones de escolta, destructores y destructores de escolta fueron atacados por una flota japonesa muy superior, liderada por el gigantesco acorazado Yamato. El destructor de escolta de clase Butler USS Samuel B. Roberts (DE-413)  llegó a ser conocido como "el destructor de escolta que luchó como un acorazado" al infligir daños tanto con sus torpedos como con su artillería a cruceros de mucho más tamaño y como integrante de una pequeña fuerza que hizo retirarse a una fuerza muy superior.

## Orígenes

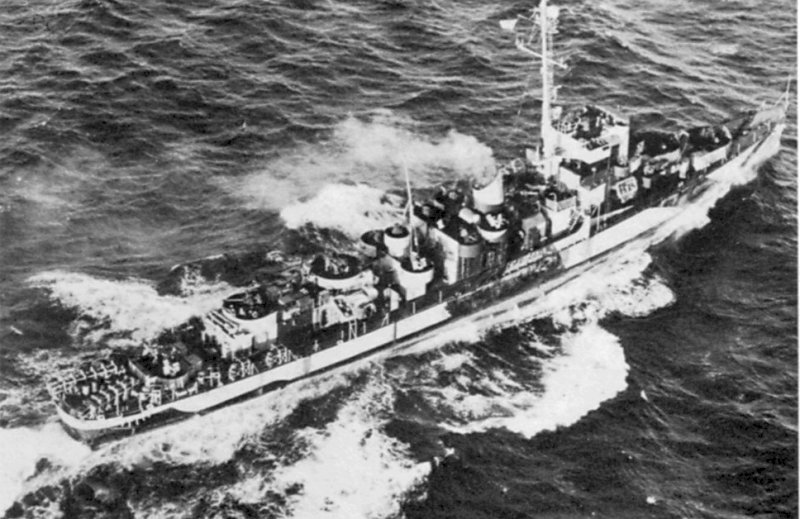

La Ley de Préstamo y Arriendo fue aprobada en los Estados Unidos en marzo de 1941 y permitía al Reino Unido adquirir buques mercantes, buques de guerra, municiones y otros pertrechos de los Estados Unidos, con el fin de ayudar en el esfuerzo bélico. Esto permitió al Reino Unido encargar a Estados Unidos el diseño, construcción y suministro de un buque escolta que adecuado para la guerra antisubmarina en mar abierto, lo que hicieron en junio de 1941. El capitán E. L. Cochrane del American Bureau of Shipping entregó un diseño  que era conocido como el British Escort Destroyer (BDE; Destructor de escolta británico). La designación BDE fue retenida por los primeros seis destructores de escolta transferidos al Reino Unido (BDE 1, 2, 3, 4, 12 y 46), del pedido inicial de 50 buques: estos fueron los únicos que recibió la Royal Navy, siendo el resto reclasificado como Destructores de escolta (DE) el 25 de enero de 1943 y adquiridos por la Armada de los Estados Unidos.
Cuando los Estados Unidos entraron en la guerra, se encontraron con que ellos también necesitaban disponer de un buque de escolta antisubmarino, un papel en el que los destructores de escolta encajaban a la perfección. Se impuso un sistema de racionamiento por el que de cada cinco buques, cuatro serían para la Armada de los Estados Unidos y uno para la Royal Navy.

## Descripción general

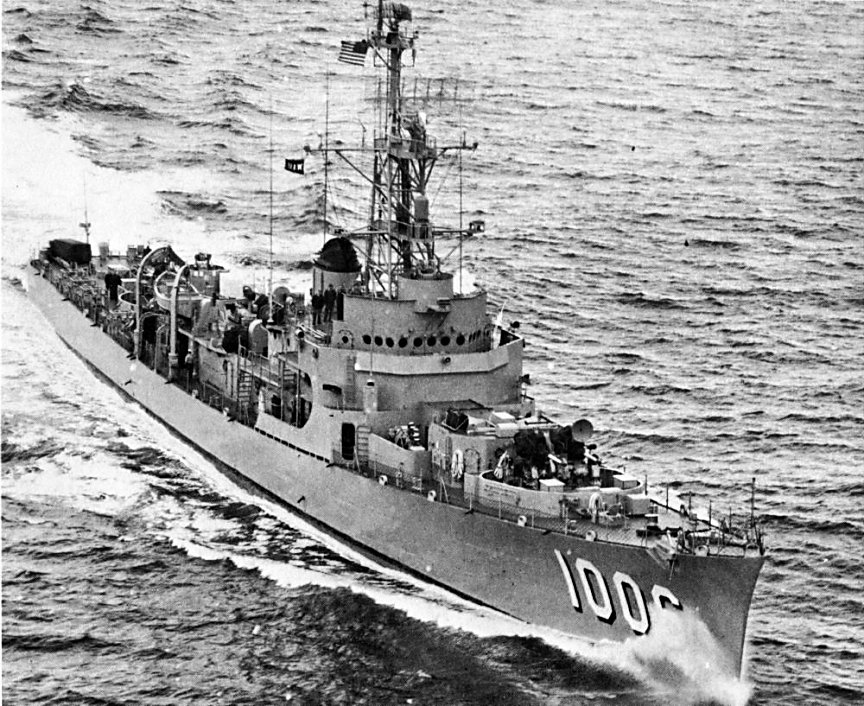

Los Destructores de la época, debían ser capaces de seguir el ritmo y superar la velocidad de los buques capitales rápidos, por lo general necesitan más de 25-35 nudos de velocidad, dependiendo de la época y de la armada a la que pertenecieses, y llevar torpedos y un cañón de calibre menor para ser utilizado contra los buques enemigos, así como equipo de detección y armamento antisubmarino.
Una destructor de escolta solo tenía que ser capaz de maniobrar con relación a un convoy lento, que en la Segunda Guerra Mundial sería viajar a una velocidad de entre 10 y 12 nudos, la defensa antiaérea, detección y atacar a los submarinos. Estos requisitos más bajos reducían en gran medida el tamaño, coste, y la tripulación requeridos para el destructor de escolta. Mientras que los destructores de flota eran más efectivos para la guerra antisubmarina, el destructor escolta superaba al anterior por ser más rápido y más barato de construir. Los destructores de escolta, eran además considerablemente más marineros que las corbetas. Estos buques, también fueron usados con éxito como buques antisubmarinos costeros, y en tareas de buque radar.
Unos 95 destructores de escolta, fueron convertidos a transportes de alta velocidad (APDs).  Esto implicó una nueva cubierta adicional con espacio para unos 10 oficiales y 150 hombres. Se instalaron dos grandes pescantes, uno a cada banda del buque, las cuales eran utilizadas para poner en el agua las lanchas de desembarco de tipo LCVP (Landing Craft, Vehicle, Personnel).
Como alternativa a la propulsión mediante turbina de vapor, algunos de los destructores de escolta del periodo de la Segunda Guerra Mundial de la Armada de los Estados Unidos, utilizaban propulsión del tipo diésel-eléctrica o turbo-eléctrica, en las cuales, las máquinas, se utilizaban para proporcionar corriente a los motores eléctricos, situados cerca de las hélices. Los motores eléctricos, fueron seleccionados por no necesitar cajas de cambios -que eran precisas para los más rápidos y necesarios destructores de flota- para ajustar la velocidad del motor a la velocidad mucho más baja óptima para las hélices. Además, la corriente eléctrica de la sala de máquinas, podía utilizarse para otros fines, así muchos destructores de escolta de la Segunda Guerra Mundial, fueron reciclados como centrales eléctricas flotantes en ciudades costeras de Latinoamérica en programas financiados por el banco mundial.

## Batalla de Samar
Los destructores de escolta no estaban destinados a luchar contra los cruceros y acorazados, pero eso sucedió en la batalla de Samar. Mientras que la fuerza principal de portaaviones y acorazados del almirante Halsey perseguía un señuelo de portaaviones japoneses, la tarea escoltar a los buques de desembarco y las tropas cayó en los portaaviones de escolta, destructores y destructores de escolta. Mientras que los portaaviones de escolta lanzaron sus aviones(de los más antiguos y que se hallaban mal equipados para atacar a los gigantescos buques japoneses) =, el desctructor de escolta de clase Butler USS Samuel B. Roberts del Task Group Taffy 3 se unió otros  destructores en un contraataque contra la poderosa fuerza del almirante Kurita de cruceros y acorazados japoneses, que incluían al yamato
Sin blindaje, con solo dos cañones de 152 mm y 3 torpedos Mark-15 capaces de perforar el casco del enemigo, su tripulación carecía de armas y entrenamiento en tácticas para competir con el mucho más grande crucero pesado Chokai. El Roberts esquivó los disparos de artillería para disparar una salva de tres torpedos que impactó contra el crucero. La batalla continuó durante una hora, y el Roberts disparó más de 600 proyectiles de 127 , impactando la obra muerta con sus cañones antiaéreos Bofors de 40 mm y Oerlikon de 20 mm a corta distancia. El puente del Chikuma fue incendiado y la torreta número 3 averiada . El Chikuma logró dos impactos directos en el Roberts, que  se hundió con 89 de sus tripulantes a bordo. Después de la batalla el Roberts llegó a ser conocido como "el destructor de escolta que luchó como un acorazado". El Roberts  fue una parte importante para que un pequeño grupo de buques ligeros obligara a una fuerza de combate mucho más grande y blindada  a alejarse de las fuerzas de desembarco estadounidenses en el golfo de Leyte, aunque a un alto costo.

## Reclasificación de buques de los Estados Unidos en la postguerra
Tras la Segunda Guerra Mundial, la armada de los Estados Unidos, se refería a sus destructores de escolta como escoltas oceánicos, aunque mantenía la clasificación de casco DE.  Sin embargo, otras armadas de la OTAN y la Unión Soviética, se refería a estos buques  siguiendo distintas convenciones de nombres, lo que provocaba alguna confusión.  Para poner remedio a este problema, la Armada de los Estados Unidos, realizó en 1975 una completa reclasificación de sus buques -y por extensión de sus destructores de escolta- pasando estos buques a ostentar la clasificación de fragata (FF). Este cambio, de nomenclatura, estaba más en línea con las nomenclaturas utilizadas en la OTAN, y hacía más fácil las comparativas con los buques soviéticos. Desde 2006, no hay planes para estos tipos de buques en la Armada de los Estados Unidos, los principales buques futuros, son los destructores de clase Zumwalt y los buques de combate litoral (LCS).

## Clases de destructores de escolta de la Armada de los Estados Unidos
| Nombre de la clase   | Cabeza de la clase          | Asignado                 | Buques construidos |
| -------------------- | --------------------------- | ------------------------ | ------------------ |
| clase Evarts         | USS Evarts (DE-5)           | 15 de abril de 1943      | 72                 |
| Clase Buckley        | USS Buckley (DE-51)         | 30 de abril de 1943      | 102                |
| Clase Cannon         | USS Cannon (DE-99)          | 26 de septiembre de 1943 | 72                 |
| Clase Edsall         | USS Edsall (DE-129)         | 10 de abril de 1943      | 85                 |
| Clase Rudderow       | USS Rudderow (DE-224)       | 15 de mayo de 1944       | 22                 |
| Clase John C. Butler | USS John C. Butler (DE-339) | 31 de marzo de 1944      | 87                 |
| Clase Dealey         | USS Dealey (DE-1006)        | 3 de junio de 1954       | 13                 |
| Clase Claud Jones    | USS Claud Jones (DE-1033)   | 10 de febrero de 1959    | 4                  |
| Clase Bronstein      | USS Bronstein (DE-1037)     | 15 de junio de 1963      | 2                  |
| Clase Garcia         | USS Garcia (DE-1040)        | 21 de diciembre de 1964  | 10                 |
| Clase Brooke         | USS Brooke (DEG-1)          | 12 de marzo de 1966      | 6                  |
| Clase Knox           | USS Knox (DE-1052)          | 12 de abril de 1969      | 46                 |

## Fragatas claseCaptainde la  Royal Navy

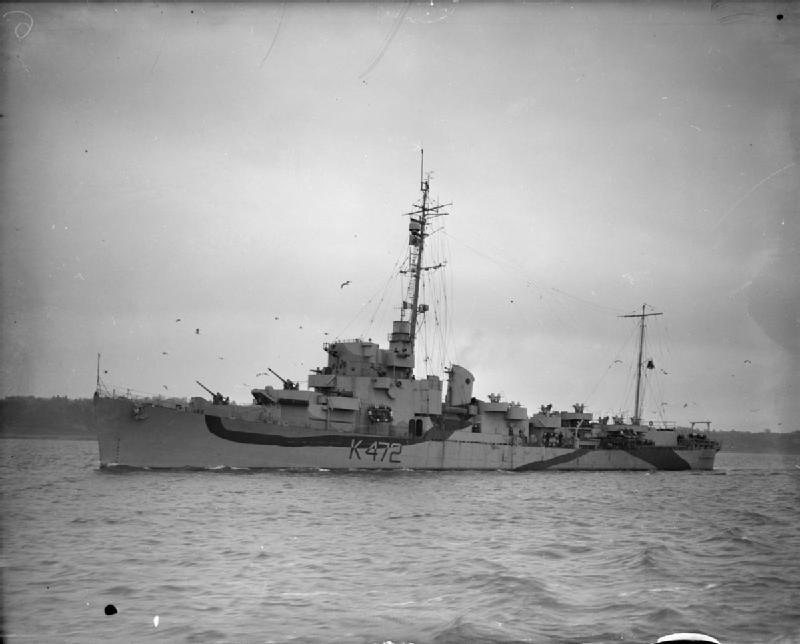
HMS Dacres, convertida para actuar como buque de mando durante la operación Neptune

La clase Captain fue la designación dada a 78 fragatas de la Royal Navy, construidas en los Estados Unidos, botadas entre 1942 y 1943 y entregadas al Reino Unido usegún lo previsto en el acuerdo de préstamo y arriendo según el cual, los Estados Unidos suministraron al Reino Unido y otras naciones aliadas material bélico entre 1941 y 1945, los buques, eran de las subclases de destructores de escolta -originariamente destructores británicos de escolta- Evarts (32 buques) y Buckley (46 buques). Una vez que los buques llegaron al reino unido, tueron substancialmente modificados por la Royal Navy, haciéndolos buques muy distintos a los destructores de escolta de la Armada de los Estados Unidos.
Las fragatas de la clase Captain fueron utilizadas a lo largo de la Segunda Guerra Mundial en tareas como la escolta de convoyes, guerra antisubmarina, control de costas y buques de mando para las fuerzas del desembarco de Normandía. Durante el transcurso de la contienda, los buques de esta clase, participaron en el hundimiento de 34 submarinos alemanes ay otros buques hostiles, los cuales consiguieron hundir o dejar como pérdida total a 15 de las 78 fragatas construidas.
En el periodo de postguerra, todas las unidades supervivientes de la clase Captain excepto una (la HMS Hotham) comenzaron a ser devueltas a los Estados Unidos antes de finalizar 1947 con el fin de reducir la cantidad a pagar en virtud de las disposiciones del convenio de préstamo y arriendo, la última fragata de la clase  Captain, fue devuelta a los Estados Unidos en marzo de 1956.

## Francia Libre

### Lista de destructores de escolta de la Francia Libre
- FFL Algérien (F-1),  anteriormente USS Cronin (DE-107)
- FFL Sénégalais (F-2), anteriormente  USS Corbestier (DE-106)
- FFL Somali (F-3),  anteriormente  USS Somali (DE-111)
- FFL Hova (F-4),  anteriormente  USS Hova (DE-110)
- FFL Marocain (F-5),  anteriormente  USS Marocain (DE-109)
- FFL Tunisien (F-6),  anteriormente  USSCrosley (DE-108)

## Vietnam War
Durante la  guerra de Vietnam, la Armada de la República de Vietnam recibió dos destructores de clase Edsall de la Armada de los Estados Unidos.

## Programa de Asistencia de Defensa Mutua- Post Segunda Guerra Mundial
Bajo el  Acta de defensa y asistencia mutua (MDAP por sus siglas en inglés) los destructores de esclota cedodps a Francia fueron transferidos permanentemente a la marina francesa. Adicionalmente las siguientes armadas recibieron destructores de escolta:

### Armada de la República de China(Taiwán)
DE-47, DE-6

### Marina Nacional de Francia
DE-1007, DE-1008, DE-1009, DE-1010, DE-1011, DE-1012, DE-1013, DE-1016, DE-1017, DE-1018, DE1019

### Armada Griega
DE-173, DE-766, DE-768, DE-193

### Marina Militare
DE-1020, DE-1031

### Fuerza Marítima de Autodefensa de Japón
DE-168, DE-169

### Armada de Filipinas
DE-168, DE-169, DE-170, DE-770, DE-771, DE-251, DE-637

### Marina portuguesa
DE-1032, DE-1039, DE-1042, DE-1046

### Armada de Corea
DE-770, DE-771

### Royal Navy
DE-574

### Armada Real de los Países Bajos
DE-105, DE-196, DE-182, DE-188, DE-192, DE-187

### Real Armada de Tailandia
DE-746

### Marina de Guerra del Perú
DE-739, DE-740 y el DE-741

### Armada Nacional de Uruguay
DE-166, DE-189,